# Orodesmus rothshildi
Orodesmus rothshildi är en mångfotingart som beskrevs av Ribaut 1907. Orodesmus rothshildi ingår i släktet Orodesmus och familjen Oxydesmidae. Inga underarter finns listade i Catalogue of Life.